# الدوري الإيطالي لكرة السلة الدرجة الثانية
الدوري الإيطالي لكرة السلة الدرجة الثانية (بالإيطالية: Serie A2)‏ هو دوري كرة سلة احترافي في إيطاليا تأسس في سنة 1974. يلعب فيه 32 فريقا. يأتي بعد ليغا باسكيت الدرجة الأولى.

## الفرق التي فازت بلقبه
- أكويلا باسكت ترينتو
- بستويا باسكت 2000
- بالاكانسترو ريجيانا
- نادي كازالي لكرة السلة
- نيو باسكت برينديزي
- بالاكانسترو فاريزي
- سباستياني باسكت رييتي
- سكافاتي باسكت
- تيرامو باسكت
- باسكت نابولي
- أورلاندينا باسكيت

## وصلات خارجية
- الموقع الرسمي